# The Roundup: No Way Out
The Roundup: No Way Out (en hangul, 범죄도시3; romanización revisada, Beomjoedosi3) es una película de acción y crimen de Corea del Sur de 2023 dirigida por Lee Sang-yong, protagonizada por Ma Dong-seok, Lee Joon-hyuk y Munetaka Aoki. Es la tercera entrega de la serie Crime City y también es la secuela de The Outlaws (2017) y The Roundup (2022).
The Roundup: No Way Out se estrenó el 31 de mayo de 2023.

## Sinopsis
El detective Ma Seok-do y su equipo son ascendidos a la Unidad de Investigación Metropolitana, donde se proponen detener a Riki, un asesino a sueldo contratado por la yakuza y un policía corrupto llamado Joo-seong cheol, que luchan entre sí por una droga recién inventada llamada "Hiper", que se está volviendo popular en los clubes de Seúl.

## Reparto
- Ma Dong-seok como Ma Seok-do
- Lee Joon-hyuk como Joo Seong-cheol
- Munetaka Aoki como Riki
- Lee Beom-soo como Jang Tae-soo
- Kim Min-jae como Kim Man-jae
- Lee Ji-hoon como Yang Jong-soo
- Jeon Seok-ho como Kim Yang-ho
- Ko Kyu-pil como Cho rong-i
- Choi Dong-gu como Hwang Dong-goo[7]
- Hong Joon-young como Maha
- An Se-ho como Tomokawa Ryo
- Bae Noo-ri como Mimi[8]
- Lee Jin Han
- Bae tan joven
- Park Sang Nam
- Kang Yoon
- Ir Gun-han
- Lee Hye-ji
- Yeon Ye-rim
- Kim Min

### Apariciones especiales
- Jun Kunimura como Ichizo[9]
- Park Ji-hwan como Jang I-soo.[10]

## Producción
En mayo de 2022, se informó que Lee Joon-hyuk interpretaría al nuevo antagonista en la tercera entrega de la serie Crime City. En una entrevista en junio de 2022, Lee Sang-yong reveló que estaba audicionando para Crime City 3. La fotografía principal comenzó el 20 de julio de 2022. El 15 de noviembre de 2022, Ma Dong-seok publicó en Instagram que la filmación de The Roundup: No Way Out había terminado.